# Тія (20 династія)
Тійє — давньоєгипетська королева 20-ї династії, друга дружина фараона Рамзеса ІІІ. Одна з організаторів заколоту проти фараона.
Тійє згадується у Туринському царському папірусі, у якому записали результати судового розслідування вбивства фараона Рамзеса III. Змовники, серед яких були високопосадовці, мали на меті посадити на трон Пентаура сина Тійє, замість чинного спадкоємця, сина іншої дружини фараона Тіті. На Рамзеса напали декілька осіб. Фараону перерізали горло. Проте інший син Рамзеса, зумів втримати контроль над владою. Нападники були затримані та, після суду, страчені, їхні тіла спалені, а попіл розвіяний. Пентаура та інших високопосадовців заставили здійснити самогубство. Доля Тійє невідома.